# Anchcherednefer
Anchcherednefer (auch Anchrenepnefer oder Anchscherinefer) war in der Regierungszeit von Osorkon II. (880 - 851 v. Chr.) ein altägyptischer hochpositionierter Beamter. Er ist auf einer Statue belegt, die sich im British Museum zu London (BM 1007) befindet, die 1883 von Édouard Naville in Tell el-Maschuta gefunden wurde. Die Statue ist eine Hockfigur mit einem Naos vor seinen Beinen und darin eine hockende Figur des Gottes Atum. Die glatte Perücke ist mit einem in Hochrelief ausgearbeiteten Skarabäus auf dem Scheitel geschmückt, beiderseits des Gesichtes befinden sich symmetrisch angeordnete Reliefdarstellungen der Totengottheiten Osiris beziehungsweise Sokar.

## Statue des Anchcherednefer
Beide Seiten der Figur des Anchcherednefer waren flankiert mit den Göttertriaden Amun-Re, Mut und Chonsu sowie Harmachis, Schu und Tefnut:

„Amun-Re, Mut und Chonsu gewähren, dass der Name Anchcherednefer, der gute Notizenschreiber des Atum, dem Herrn von Tura, ewig dauern möge. Harmachis, Schu und Tefnut gewähren, dass der Name großer Inspektor des Palastes, … guter Notizenschreiber des Gebietes von Atum, dem Herrn von Tura, ewig bleiben wird.“

Auf der Fläche zwischen seinen beiden Händen ist die Figur eines Kindes (auch chered zu lesen) eingeritzt. Es hält ein Nefer- und ein Anch-Zeichen in den Händen und stellt spielerisch den Namen Anchcherednefer dar. Eine biographische Inschrift auf der Statue lautet:

„Ich war einer, der sich frei bewegte [im] abgeschiedenen Palast. Ich war angenehm für meinen Herrn, weil ich (gut) erzogen worden war. [Ich] trat ein bei ihm an der Spitze der Höflinge und des Dreißigrates, indem ich um (?) die Stimme des Horus bat zu dem Gesagten. Ich kam heraus mit seinem Befehl, die Not vertreibend und Äußerungen des Streites beruhigend. Mein Mund war beharrlich darin [beim vertreiben der Lüge ? …ich war wie …] sein (des Königs) Sohn, wenn er gehorcht und Gutes tut für seinen Vater [in] Pithom. Der Lohn dafür sei ein Sed-Fest für den König, den Horus, den Erben des Re (Osorkon, geliebt von Amun, Sohn der Bastet). Ich fand meinen Weg...“

Die Statue ist das wichtigste, weil am besten erhaltene und sicher datierte Beispiel für die unterägyptische Privatplastik der 22. Dynastie, an das inschriftlich nicht durch Königsnamen datierte Rundbilder, wie etwa die Statuen des Paanmeni, angeschlossen werden.

## Historische Bedeutung

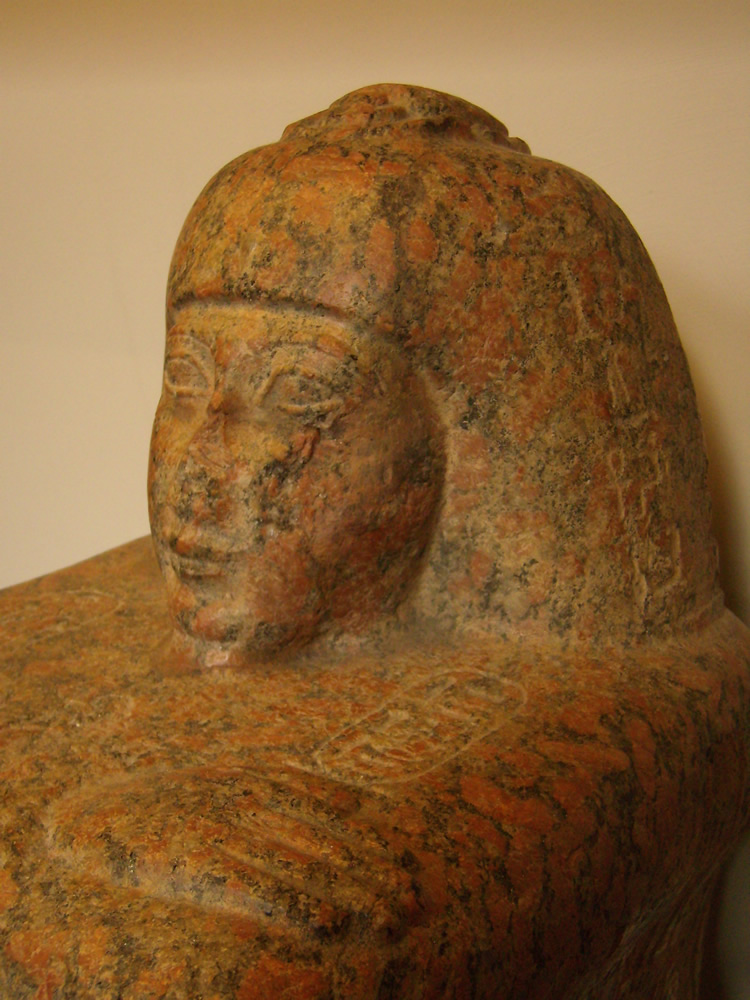
Detail der Statue des Anchcherednefer

Édouard Naville vermutete aufgrund der Texte und anderer Funde, dass der Ort Tell el-Maschuta mit dem biblischen „Pitom/Pithom“ unter Ex 1,11  gleichgesetzt werden könne. In der Vergangenheit erfolgten deshalb kontroverse Diskussionen über die Frage, ob Tell el-Maschuta mit „Pitom/Pithom“ oder Sukkot zu identifizieren sei. Weitere archäologische Untersuchungen konnten jedoch zweifelsfrei belegen, dass Tell el-Maschuta als „neues Pitom/Pithom“ erst unter dem Pharao Necho II. um etwa 610 v. Chr. gegründet wurde, nachdem der Ort seit Ende der Zweiten Zwischenzeit (etwa 1550 v. Chr.) aufgrund der von Kamose und Ahmose I. erfolgreichen Vertreibung der Hyksos unbewohnt blieb.
Mit der Neugründung von Tell el-Maschuta wurde wahrscheinlich die Festungsstadt Tell er-Retaba zeitgleich von den Bewohnern verlassen. Die Straten zeigen, dass Tell er-Retaba von etwa 600 v. Chr. bis mindestens 400 v. Chr. ohne Besiedlung blieb. Da die Statue des Anchcherednefer in die Zeit 880 - 851 v. Chr. datiert, wird als ursprünglicher Aufstellungsort nun Tell er-Retaba vermutet, das während der Ramessiden- und Spätzeit durchgehend besiedelt war. Nach der Neugründung von Tell el-Maschuta muss die Statue des Anchcherednefer dorthin transportiert worden sein. Die Statue des Anchcherednefer ist hinsichtlich der Thematik der biblischen Überlieferung vom Auszug aus Ägypten daher im Zusammenhang des ursprünglichen Aufstellungsortes ein wichtiger chronologischer Beleg, da Tell el-Maschuta als „Ort des Auszugs aus Ägypten“ beziehungsweise als „ramessidisches „Pitom/Pithom“ in der Nähe von Pi-Ramesse“ ausscheidet.